# Тяжба
«Тя́жба» — комедия Николая Васильевича Гоголя. Создавалась предположительно в 1832—1836 годах как часть пьесы «Владимир третьей степени», оставшейся неоконченной. Впервые напечатана в издании «Сочинения Николая Гоголя» 1842 года, том четвёртый, в разделе «Драматические отрывки и отдельные сцены». Стала единственной из сцен неоконченной пьесы, которая была поставлена в театре при жизни Гоголя (к другим отрывкам, выделенным из пьесы для самостоятельной публикации, относятся «Утро делового человека», «Лакейская» и «Сцены из светской жизни»).

## Сюжет
Чиновник Пролётов, сидя дома, читает в газете «Северная пчела» о том, что его коллега Павел Петрович Бурдюков получил повышение по службе. Пролётов негодует и ругает Бурдюкова, считая того мошенником. Внезапно к нему приходит с визитом Христофор Петрович Бурдюков, брат Бурдюкова, который говорит Пролётову, что хочет судиться с братом из-за наследства. Пролётов обрадован случаю отомстить Бурдюкову и внимательно вникает в суть дела. По словам Христофора Петровича, он и его брат могли в равной степени рассчитывать на наследство своей тётки Евдокии Малафеевны Жеребцовой, помещицы в Устюжском уезде. Однако Павел Петрович незадолго до смерти тётки втёрся к ней в доверие и, как считает, Христофор Петрович, подделал завещание, подписав его «Обмокни» вместо «Евдокия». По этому завещанию Павлу Петровичу достаётся родовое имение со всеми угодьями, их замужней сестре деревня с сотней душ, самому же Христофору Петровичу «три штаметовые юбки и вся рухлядь, находящаяся в амбаре».
После разговора Пролётов не в силах сдержать радости и соглашается взяться за тяжбу против Павла Петровича.

## Действующие лица
- Александр Иванович Пролетов, сенатский обер-секретарь
- Христофор Петрович Бурдюков, брат чиновника Павла Петровича Бурдюкова
- Лакей

## Постановки
Сцена была поставлена в театре при жизни Гоголя в Петербурге и показана 27 сентября 1844 года во время гастрольного бенефиса актёра Щепкина. Щепкин сыграл Бурдюкова, в роли Пролётова выступил Мартынов.